# 258 (číslo)
Dvě stě padesát osm je přirozené číslo, které následuje po čísle dvě stě padesát sedm a předchází číslu dvě stě padesát devět. Římskými číslicemi se zapisuje CCLVIII a řeckými číslicemi σνη.

## Matematika
258 je:
- Abundantní číslo
- Nešťastné číslo
- Nepříznivé číslo

## Chemie
- 258 je nukleonové číslo nejstabilnějšího izotopu mendelevia[1]

## Astronomie
- (258) Tyche je planetka hlavního pásu, kterou objevil v roce 1886 Karl Theodor Robert Luther

## Doprava
- Silnice II/258 je česká silnice II. třídy vedoucí na trase Duchcov – Hostomice – Kostomlaty pod Milešovkou – Rtyně nad Bílinou – Řehlovice – Trmice[2][3]

## Ostatní
- +258 je mezinárodní telefonní předvolba Mosambiku

## Roky
- 258
- 258 př. n. l.